# 卡利文·拿域
卡利文·拿域（Klemen Lavrič，1981年6月12日—），生于特爾博夫列，塞爾維亞职业足球运动员，现效力于日本職業足球联赛球会大宮松鼠队。